# Henry Compton
Henry Compton (1632 - 7 de julio de 1713) fue un obispo y naturalista inglés.

## Vida
Fue el sexto y último hijo de el segundo earl de Northampton.
Fue educado en el The Queen's College, Oxford, y luego viajó por Europa. Luego de la restauración de Carlos II se convirtió en corneta de un regimiento de caballería, pero pronto abandonó el ejército e ingresó en la Iglesia. Después de un período de estudios en la Universidad de Cambridge, y nuevamente en Oxford, estuvo en varios lugares.
Fue hecho obispo de Oxford in 1674, y al año siguiente fue trasladado a la diócesis de Londres. También fue nombrado miembro del Consejo Privado del Reino Unido, y encargado de la educación de las dos princesas —María II y Ana. Mostró una liberalidad inusual, en el momento de los protestantes disidentes, quien deseaba reunirse con la iglesia establecida. Ofreció varias conferencias sobre el tema con el clero de su diócesis; y con la esperanza de influir en las mentes, a través de opiniones imparciales de extranjeros, obtuvo cartas de tratamiento de la cuestión (ya impresas en la parte final de Irracionalidad de la separación de Stillingfleet) de Le Moyne, profesor de divinidad en la Leiden, y el famoso teólogo francés Jean Claude.
En contraste con su liberalidad sobre la disidencia protestante, Compton se oponía firmemente al catolicismo. Consecuentemente, al ser coronado Jacobo II, perdió su asiento en el Consejo, y su vicariato Apostólico en la Chapel Royal; y por su firmeza en negarse a suspender a John Sharp, rector de San Giles's in the Fields, cuyos escritos antipapales habían hecho enojar al rey, y él mismo fue suspendido.
Con la revolución Gloriosa, Compton abrazó la causa de Guillermo y María II de Inglaterra, siendo uno de los Siete Inmortales que invitó a Guillermo a invadir Inglaterra; realizó la ceremonia de su coronación, y su antigua posición le fue restaurada. Entre otros nombramientos, fue elegido como uno de los comisionados para la revisión de la liturgia. Durante el reinado de Ana, siguió siendo un miembro del Consejo Privado, y fue uno de los comisionados nombrados para arreglar los términos del Acta de unión de 1707 de Inglaterra y de Escocia; pero, para su decepción, su afirmación de la primacía fue pasada dos veces. Falleció en Fulham el 7 de julio de 1713.

## Obra
Fue un exitoso botánico. Publicó, además de varias obras teológicas, A Translation from the Italian of the Life of Donna Olympia Maladichini, who governed the Church during the time of Papa Inocencio X, which was from the year 1644 to 1655 (1667) (ver Olimpia Maidalchini), y de A Translation from the French of the Jesuits' Intrigues (1669).